# Gelechioidea
Gelechioidea là một liên họ bướm đêm. Chúng là một liên họ rất lớn các loài bướm nhỏ và ít được biết đến, là một trong các nhánh của Ditrysia.
Cho đến thập niên 1990, liên họ này bao gồm khoảng 1.425 chi và 16.250 loài. Người ta ước tính chỉ có khoảng 25% các loài trong liên họ này đã được miêu tả. Nếu dự đoán này chính xác thì Gelechioidea sẽ là một liên họ lớn nhất trong bộ Lepidoptera.

## Các họ
Liên họ này bao gồm các họ:
- Agonoxenidae – palm moths (bao gồm Blastodacninae, sometimes in Elachistidae)
- Batrachedridae
- Blastobasidae (sometimes in Coleophoridae)
- Coleophoridae – case-bearers, case moths
- Cosmopterigidae – cosmet moths
- Elachistidae – grass-miner moths
- Ethmiidae (sometimes in Elachistidae hoặc Oecophoridae)
- Gelechiidae – twirler moths (bao gồm Deoclonidae)
- Holcopogonidae (sometimes in Oecophoridae)
- Lecithoceridae – long-horned moths
- Metachandidae
- Momphidae – mompha moths (sometimes in Coleophoridae)
- Oecophoridae – concealer moths
- Pterolonchidae (sometimes in Coleophoridae hoặc Xyloryctidae/Oecophoridae)
- Schistonoeidae – scavenger moths (sometimes in Gelechiidae)
- Scythrididae – flower moths
- Symmocidae (sometimes in Blastobasidae/Coleophoridae hoặc Oecophoridae)
- Xyloryctidae (sometimes in Oecophoridae)

Chi Aeolanthes đôi khi được xếp vàois Elachistidae, Lecithoceridae hoặc Oecophoridae với vai trò là một phân họ duy nhất (Aeolanthinae), nhưng quan hệ chính xác của nó vẫn chưa rõ ràng.

## Hình ảnh

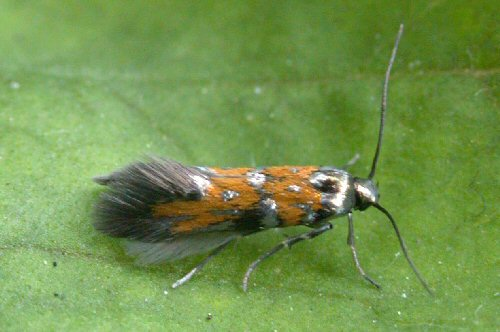
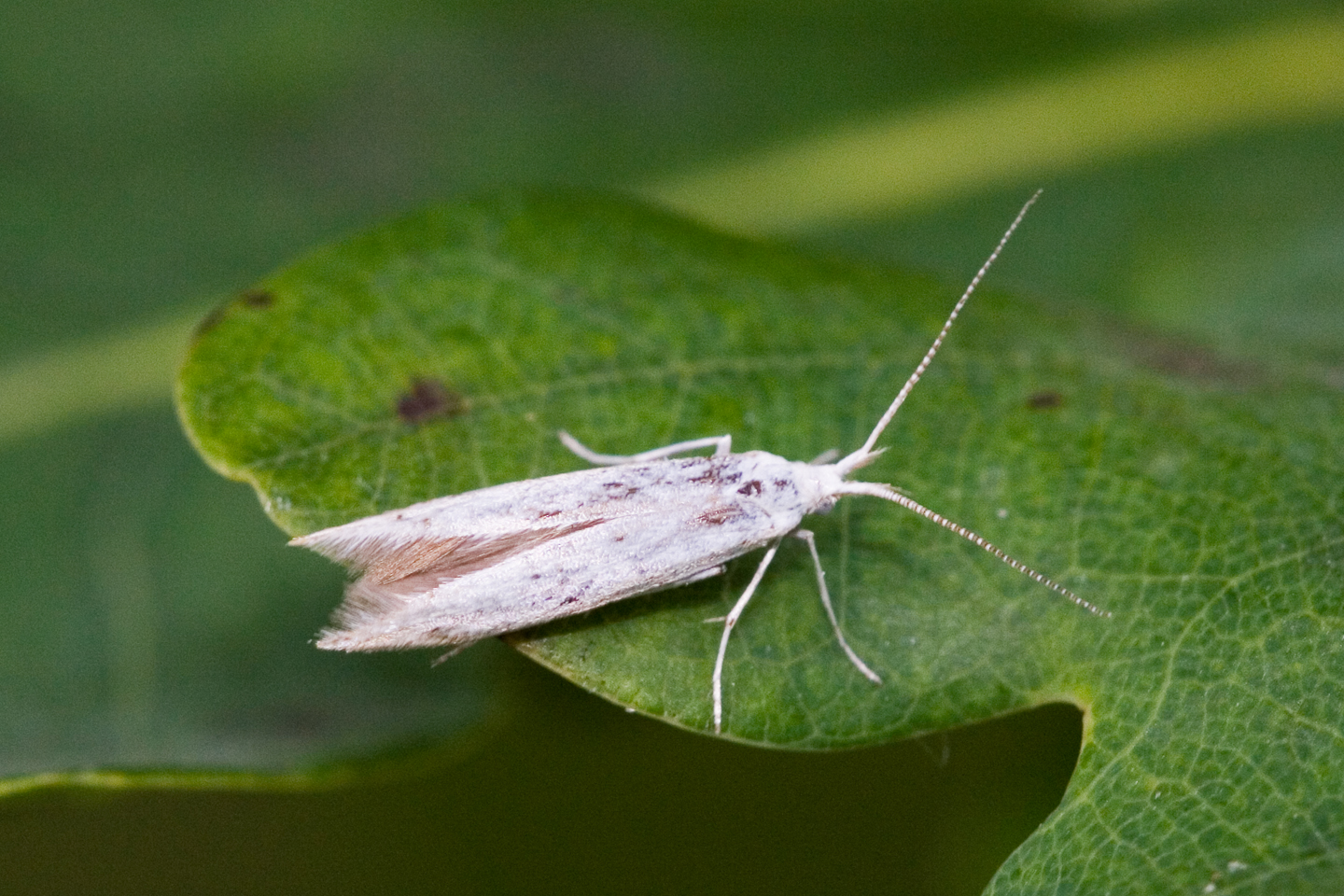
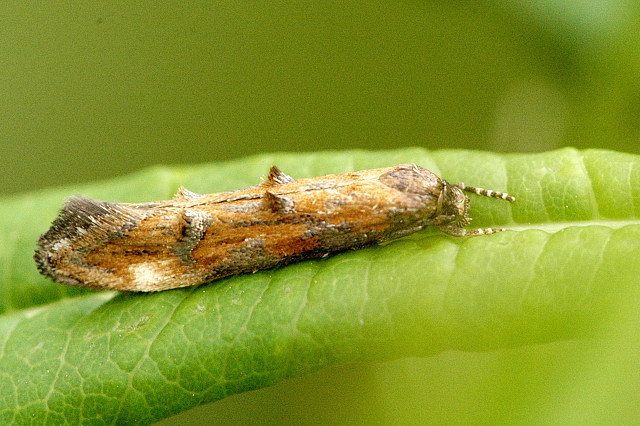